# 1974
Il 1974 (MCMLXXIV in numeri romani) è un anno  del XX secolo.

## Eventi
- Un referendum sceglie Dodoma come nuova capitale della Tanzania. Sarà dichiarata ufficialmente capitale solo ventidue anni dopo, nel 1996.
- Ernő Rubik crea il cubo che dà il suo nome.

### Gennaio
- 1º gennaio – Caselle Torinese (TO): il volo Itavia IH897, durante l’atterraggio presso l'Aeroporto di Torino-Caselle, si schianta contro una cascina in costruzione a Venaria, vicino a Caselle. Nel disastro aereo periscono in tutto 38 persone: 35 dei 38 passeggeri e 3 dei 4 membri d'equipaggio.
- 3 gennaio – Madrid: entra in carica come capo del governo spagnolo Carlos Arias Navarro, dopo l'assassinio di Luis Carrero Blanco.
- 4 gennaio – Washington: il presidente Richard Nixon rifiuta di consegnare il materiale richiesto dal comitato di indagine del Senato sullo Scandalo Watergate.
- 12 gennaio – a Djerba il libico Mu'ammar Gheddafi e il tunisino Habib Bourguiba annunciano un progetto di unione tra la Tunisia e la Libia, che avrebbe dovuto costituire la Repubblica Araba Islamica (RAI) (الجمهورية العربية الإسلامية). Il progetto verrà rapidamente abbandonato.[1].
- 15 gennaio – Stati Uniti: debutta sulla rete televisiva ABC la fortunata serie Happy Days.

### Febbraio
- 1º febbraio - Brasile: a causa di un corto circuito al sistema dell’aria condizionata il Joelma Building, un grattacielo dedicato nel centro degli affari di San Paolo, prende fuoco, provocando 177 morti e 293 feriti, 11 dei quali moriranno nei giorni seguenti.
- 4 febbraio – Berkeley: l'ereditiera Patricia Hearst viene rapita da un gruppo di guerriglia urbana denominato Esercito di Liberazione Simbionese.
- 7 febbraio – indipendenza di Grenada.
- 13 febbraio – l'Unione Sovietica espelle il dissidente Aleksandr Solženicyn, accusato di aver svolto attività antisovietiche.
- 14 febbraio – la Somalia aderisce alla Lega araba.[2]
- 28 febbraio - Regno Unito: si vota per il nuovo parlamento. Vince il Partito laburista guidato dell'ex-primo ministro Harold Wilson, ma, a causa del successo del  Partito Liberale di Jeremy Thorpe, che porta in parlamento 14 deputati, non ottiene la maggioranza assoluta degli eletti. Nonostante ciò, il mancato accordo tra i liberali e il primo ministro conservatore Edward Heath permette a Wilson di tornare a guidare il governo britannico.

### Marzo
- 2 marzo - Spagna: l'anarchico catalano Salvador Puig Antich e il criminale comune tedesco-orientale Georg Michael Welzel (meglio noto come il "polacco" Heinz Ches) vengono garrotati. Questa sarà l'ultima volta che verrà usata la pratica della garrota in Spagna per giustiziare un condannato.
- 3 marzo – il volo Turkish Airlines 981 si schianta in una foresta vicino a Parigi, provocando 346 vittime.
- 8 marzo – Parigi: viene inaugurato l'aeroporto Charles de Gaulle.
- 9 marzo – Sanremo: Iva Zanicchi vince con Ciao cara come stai? la XXIV edizione del Festival.
- 29 marzo – Cina: un contadino rinviene nei pressi di Xian alcune statue che si scopriranno poi essere parte dell'Esercito di terracotta.

### Aprile
- 2 aprile – Francia: muore il presidente Georges Pompidou. Gli subentra ad interim Alain Poher.
- 3-4 aprile – Stati Uniti: una serie devastante di 148 tornado colpisce un'area di 13 stati compresa tra il Michigan e l'Alabama causando più di 300 vittime e 5300 feriti
- 6 aprile – la Svezia vince l'Eurovision Song Contest, ospitato a Brighton, Regno Unito, rappresentata dagli ABBA con Waterloo.
- 9-17 aprile – Italia: Camera e Senato approvano la legge 195 sul finanziamento pubblico dei partiti.
- 11 aprile – Tel Aviv: si dimette il primo ministro israeliano Golda Meir. Gli succederà Yitzhak Rabin.
- 15 aprile – Niger: colpo di Stato del generale Seyni Kountché, che resterà alla guida del paese fino al 1987.
- 18 aprile - Genova: Le Brigate Rosse rapiscono il magistrato Mario Sossi. Nei giorni che seguono i brigatisti tentano di stabilire una trattativa con lo Stato italiano per la sua liberazione che avviene il 23 maggio a Milano.
- 25 aprile – Portogallo: alcuni ufficiali, i cosiddetti Capitani d'Aprile, compiono la Rivoluzione dei Garofani, che instaura nel paese la democrazia, ponendo fine in modo non violento alla dittatura fascista instaurata da Salazar; Marcello Caetano è deposto e sostituito da una giunta militare.
- 29 aprile – Romania: il politico Nicolae Ceaușescu diventa presidente della repubblica.

### Maggio
- 6 maggio - Repubblica Federale Tedesca: il Cancelliere Willy Brandt rassegna le dimissioni in seguito allo scandalo provocato dall'affare Guillaume, che aveva fatto emergere l'attività spionistica a favore della DDR di Günter Guillaume, un suo stretto collaboratore. A Brandt, che resta presidente dell'SPD, succede il suo compagno di partito Helmut Schmidt.
- 12 maggio – Italia:
  - Nel referendum per l'abrogazione della legge sul divorzio il NO vince con il 59,3% (l'affluenza sfiora l'88%): la L. 1º dicembre 1970, n. 898 – Disciplina dei casi di scioglimento del matrimonio (legge Fortuna-Baslini) resta in vigore.
  - La Lazio vince il suo primo scudetto.
- 15 maggio – massacro palestinese in una scuola superiore di Maalot, in Israele.
- 17 maggio - Irlanda: I protestanti dell'Ulster Volunteer Force (UVF) fanno esplodere una serie di autobombe a Dublino e Monaghan, uccidendo 34 civili e ferendone oltre 300 nel contesto dei Troubles in Irlanda del Nord
- 18 maggio – India: In Rajastan compie il suo primo test nucleare.
- 19 maggio – Francia: Valéry Giscard d'Estaing vince le elezioni presidenziali francesi di stretta misura sul socialista François Mitterrand. Si insedia all'Eliseo il 27 maggio seguente.
- 28 maggio – Brescia: esplode una bomba in piazza della Loggia durante una manifestazione sindacale provocando 8 morti e 101 feriti. La strage (la cosiddetta strage di Piazza della Loggia) è rivendicata dall'organizzazione neofascista Ordine Nuovo.

### Giugno
- 2 giugno – Bhutan: Jigme Singye Wangchuck viene incoronato re.

### Luglio
- 1º luglio - Argentina: Isabel Martinez de Peron diventa presidente della repubblica in seguito all’improvvisa morte del marito Juan Domingo Perón.
- 7 luglio – Monaco di Baviera: si concludono, con la vittoria della Germania Federale sui Paesi Bassi, i Campionati Mondiali di calcio Germania Ovest 1974.
- 19-20 luglio – Cipro: al fine di proteggere la minoranza turco-cipriota la parte settentrionale dell'isola viene occupata militarmente dalla Turchia dopo che il 15 un colpo di Stato organizzato dalla giunta militare greca aveva destituito il presidente Makarios imponendo il nazionalista Níkos Sampsón.
- 23 luglio – Grecia: i disastrosi esiti del colpo di stato organizzato a Cipro portano alla caduta della Dittatura dei colonnelli al potere dal 1967. In attesa di elezioni, per guidare il governo temporaneo viene richiamato in patria l'ex primo ministro Kōnstantinos Karamanlīs.

### Agosto
- 4 agosto – San Benedetto Val di Sambro: strage dell'Italicus. Una bomba esplode nella carrozza 5 dell'espresso Roma-Monaco mentre sta uscendo dalla galleria dell'Appennino. L'attentato, che causa 12 morti e 44 feriti, è rivendicato dal gruppo neofascista Ordine Nero come vendetta per la morte del militante Giancarlo Degli Esposti, avvenuta il 30 maggio durante uno scontro a fuoco con le forze dell'ordine.
- 7 agosto – il funambolo francese Philippe Petit attraversa le Torri Gemelle in un grandioso numero ad oltre 400 metri d'altezza.
- 9 agosto – Richard Nixon si dimette dalla carica di presidente degli Stati Uniti a seguito dello scandalo Watergate; subentra alla carica il suo vice Gerald Ford.
- 14-16 agosto - Cipro: l'esercito turco estende l'occupazione dell'isola dal 3 al 37% della sua superficie, muovendosi anche verso la città turistica di Famagosta, mettendo in fuga migliaia di turisti occidentali. Il cessate il fuoco che segue fissa una  Linea Verde che separa la parte turco-cipriota da quella greco-cipriota e la stessa città di Nicosia, impedendo il ritorno dei 200.000 rifugiati che lasciarono la parte settentrionale dell'isola nei giorni dell'invasione.
- 15 agosto – Yuk Yeong-su, first lady sudcoreana, viene assassinata nel corso di un attentato al presidente Park Chung-hee, da parte di un simpatizzante della Corea del Nord, durante la cerimonia per l'anniversario del giorno della liberazione a Seul.

### Settembre
- 8 settembre - Mar Ionio - L'aereo  TWA 841 che collega Tel Aviv con New York, dopo essere decollato da Atene per fare una seconda sosta a Roma precipita in mare in seguito all'esplosione di una bomba, provocando la morte di 88 persone. L'attentato viene rivendicato da una non meglio identificata organizzazione palestinese.
- 10 settembre – l'indipendenza della Guinea-Bissau viene ufficialmente riconosciuta a livello internazionale.
- 12 settembre – Etiopia: l'Imperatore Hailé Selassié viene detronizzato dal Derg facente capo a Menghistu Hailè Mariàm, mettendo fine a 700 anni di monarchia della Dinastia Salomonica. Scoppia la guerra civile etiope.
- 13 settembre – L'Aia: l'Ambasciata francese viene presa in ostaggio da membri dall'Armata Rossa Giapponese.
- 14 settembre - Charles Thomas Kowal scopre Leda, satellite di Giove.
- 17 settembre – Grenada, Guinea-Bissau e Bangladesh entrano a far parte dell'ONU.

### Ottobre
- 5 ottobre - Inghilterra: l'IRA fa esplodere un pub a Guildford, uccidendo cinque persone e causando settantacinque feriti.
- 10 ottobre - Regno Unito: nuove elezioni generali, volute dal primo ministro Harold Wilson per sbloccare la crisi determinata dalle elezioni di febbraio che avevano portato a un  parlamento sospeso. Il Partito Laburista guadagna 18 seggi raggiungendo la maggioranza parlamentare per tre voti.
- 30 ottobre - Kinshasa: svolge The Rumble in The Jungle, lo storico incontro di pugilato tra Muhammad Ali e George Foreman.

### Novembre
- 12 novembre
  - New York: Yasser Arafat interviene all'Assemblea Generale dell'ONU come rappresentante del popolo palestinese.
  - New York: nasce ufficialmente la cultura hip hop[3].
- 17 novembre - Grecia: dopo la caduta della Dittatura dei Colonnelli la popolazione greca torna a votare per l'elezione del nuovo parlamento, segnando il trionfo del neonato partito Nuova Democrazia, fondato dal conservatore  Karamanlis
- 21 novembre – Attentato ai pub di Birmingham
- 22 novembre – l'ONU riconosce l'OLP come legittimo rappresentante del popolo palestinese, cui viene riconosciuto il diritto all'autodeterminazione.
- 26 novembre – Tokyo: il primo ministro Kakuei Tanaka annuncia le dimissioni in seguito a un gravissimo scandalo.
- 30 novembre – Etiopia: i paleoantropologi Donald Johanson e Tom Gray scoprono i resti fossili di una femmina di Australopithecus afarensis straordinariamente ben conservata. Sarà chiamata Lucy.

### Dicembre
- 8 dicembre – referendum istituzionale in Grecia: la proposta di restaurazione della monarchia ottiene solo il 30,8% dei voti e il paese resta una Repubblica.
- 13 dicembre – Malta diventa una repubblica, pur rimanendo nel Commonwealth.
- 24 dicembre – Paolo VI inaugura l'Anno Santo. Durante l'apertura della porta santa alcuni calcinacci cadendo sfiorano il Pontefice.[4]
- 26 dicembre – viene lanciata la stazione spaziale russa Saljut 4.

## Nati
Ci sono circa 4 350 voci su persone nate nel 1974; vedi la pagina Nati nel 1974 per un elenco descrittivo o la categoria Nati nel 1974 per un indice alfabetico.

## Morti
Ci sono circa 1 180 voci su persone morte nel 1974; vedi la pagina Morti nel 1974 per un elenco descrittivo o la categoria Morti nel 1974 per un indice alfabetico.

## Calendario
| Calendario 1974 | Calendario 1974 | Calendario 1974 | Calendario 1974 | Calendario 1974 | Calendario 1974 | Calendario 1974 | Calendario 1974 | Calendario 1974 | Calendario 1974 | Calendario 1974 | Calendario 1974 | Calendario 1974 | Calendario 1974 | Calendario 1974 | Calendario 1974 | Calendario 1974 | Calendario 1974 | Calendario 1974 | Calendario 1974 | Calendario 1974 | Calendario 1974 | Calendario 1974 | Calendario 1974 | Calendario 1974 | Calendario 1974 | Calendario 1974 | Calendario 1974 | Calendario 1974 | Calendario 1974 | Calendario 1974 | Calendario 1974 | Calendario 1974 |
| --------------- | --------------- | --------------- | --------------- | --------------- | --------------- | --------------- | --------------- | --------------- | --------------- | --------------- | --------------- | --------------- | --------------- | --------------- | --------------- | --------------- | --------------- | --------------- | --------------- | --------------- | --------------- | --------------- | --------------- | --------------- | --------------- | --------------- | --------------- | --------------- | --------------- | --------------- | --------------- | --------------- |
|                 | 1               | 2               | 3               | 4               | 5               | 6               | 7               | 8               | 9               | 10              | 11              | 12              | 13              | 14              | 15              | 16              | 17              | 18              | 19              | 20              | 21              | 22              | 23              | 24              | 25              | 26              | 27              | 28              | 29              | 30              | 31              |                 |
| Gennaio         | Ma              | Me              | Gi              | Ve              | Sa              | Do              | Lu              | Ma              | Me              | Gi              | Ve              | Sa              | Do              | Lu              | Ma              | Me              | Gi              | Ve              | Sa              | Do              | Lu              | Ma              | Me              | Gi              | Ve              | Sa              | Do              | Lu              | Ma              | Me              | Gi              |                 |
| Febbraio        | Ve              | Sa              | Do              | Lu              | Ma              | Me              | Gi              | Ve              | Sa              | Do              | Lu              | Ma              | Me              | Gi              | Ve              | Sa              | Do              | Lu              | Ma              | Me              | Gi              | Ve              | Sa              | Do              | Lu              | Ma              | Me              | Gi              |                 |                 |                 |                 |
| Marzo           | Ve              | Sa              | Do              | Lu              | Ma              | Me              | Gi              | Ve              | Sa              | Do              | Lu              | Ma              | Me              | Gi              | Ve              | Sa              | Do              | Lu              | Ma              | Me              | Gi              | Ve              | Sa              | Do              | Lu              | Ma              | Me              | Gi              | Ve              | Sa              | Do              |                 |
| Aprile          | Lu              | Ma              | Me              | Gi              | Ve              | Sa              | Do              | Lu              | Ma              | Me              | Gi              | Ve              | Sa              | Do              | Lu              | Ma              | Me              | Gi              | Ve              | Sa              | Do              | Lu              | Ma              | Me              | Gi              | Ve              | Sa              | Do              | Lu              | Ma              |                 |                 |
| Maggio          | Me              | Gi              | Ve              | Sa              | Do              | Lu              | Ma              | Me              | Gi              | Ve              | Sa              | Do              | Lu              | Ma              | Me              | Gi              | Ve              | Sa              | Do              | Lu              | Ma              | Me              | Gi              | Ve              | Sa              | Do              | Lu              | Ma              | Me              | Gi              | Ve              |                 |
| Giugno          | Sa              | Do              | Lu              | Ma              | Me              | Gi              | Ve              | Sa              | Do              | Lu              | Ma              | Me              | Gi              | Ve              | Sa              | Do              | Lu              | Ma              | Me              | Gi              | Ve              | Sa              | Do              | Lu              | Ma              | Me              | Gi              | Ve              | Sa              | Do              |                 |                 |
| Luglio          | Lu              | Ma              | Me              | Gi              | Ve              | Sa              | Do              | Lu              | Ma              | Me              | Gi              | Ve              | Sa              | Do              | Lu              | Ma              | Me              | Gi              | Ve              | Sa              | Do              | Lu              | Ma              | Me              | Gi              | Ve              | Sa              | Do              | Lu              | Ma              | Me              |                 |
| Agosto          | Gi              | Ve              | Sa              | Do              | Lu              | Ma              | Me              | Gi              | Ve              | Sa              | Do              | Lu              | Ma              | Me              | Gi              | Ve              | Sa              | Do              | Lu              | Ma              | Me              | Gi              | Ve              | Sa              | Do              | Lu              | Ma              | Me              | Gi              | Ve              | Sa              |                 |
| Settembre       | Do              | Lu              | Ma              | Me              | Gi              | Ve              | Sa              | Do              | Lu              | Ma              | Me              | Gi              | Ve              | Sa              | Do              | Lu              | Ma              | Me              | Gi              | Ve              | Sa              | Do              | Lu              | Ma              | Me              | Gi              | Ve              | Sa              | Do              | Lu              |                 |                 |
| Ottobre         | Ma              | Me              | Gi              | Ve              | Sa              | Do              | Lu              | Ma              | Me              | Gi              | Ve              | Sa              | Do              | Lu              | Ma              | Me              | Gi              | Ve              | Sa              | Do              | Lu              | Ma              | Me              | Gi              | Ve              | Sa              | Do              | Lu              | Ma              | Me              | Gi              |                 |
| Novembre        | Ve              | Sa              | Do              | Lu              | Ma              | Me              | Gi              | Ve              | Sa              | Do              | Lu              | Ma              | Me              | Gi              | Ve              | Sa              | Do              | Lu              | Ma              | Me              | Gi              | Ve              | Sa              | Do              | Lu              | Ma              | Me              | Gi              | Ve              | Sa              |                 |                 |
| Dicembre        | Do              | Lu              | Ma              | Me              | Gi              | Ve              | Sa              | Do              | Lu              | Ma              | Me              | Gi              | Ve              | Sa              | Do              | Lu              | Ma              | Me              | Gi              | Ve              | Sa              | Do              | Lu              | Ma              | Me              | Gi              | Ve              | Sa              | Do              | Lu              | Ma              |                 |

## Premi Nobel
- per la Pace: Seán MacBride, Eisaku Satō
- per la Letteratura: Eyvind Johnson, Harry Martinson
- per la Medicina: Albert Claude, Christian De Duve, George E. Palade
- per la Fisica: Antony Hewish, Martin Ryle
- per la Chimica: Paul J. Flory
- per l'Economia: Friedrich August Von Hayek, Gunnar Myrdal